# Cremastobaeus bicolor
Cremastobaeus bicolor är en stekelart som beskrevs av William Harris Ashmead 1893. Cremastobaeus bicolor ingår i släktet Cremastobaeus och familjen Scelionidae. Inga underarter finns listade i Catalogue of Life.